# بن-یوزه
شهر بن-یوزه (به فرانسوی: Beyne-Heusay) در شهرستان لیئژ در استان لیئژ در منطقه فدرال والوون در کشور بلژیک واقع شده‌است.

## نگارخانه

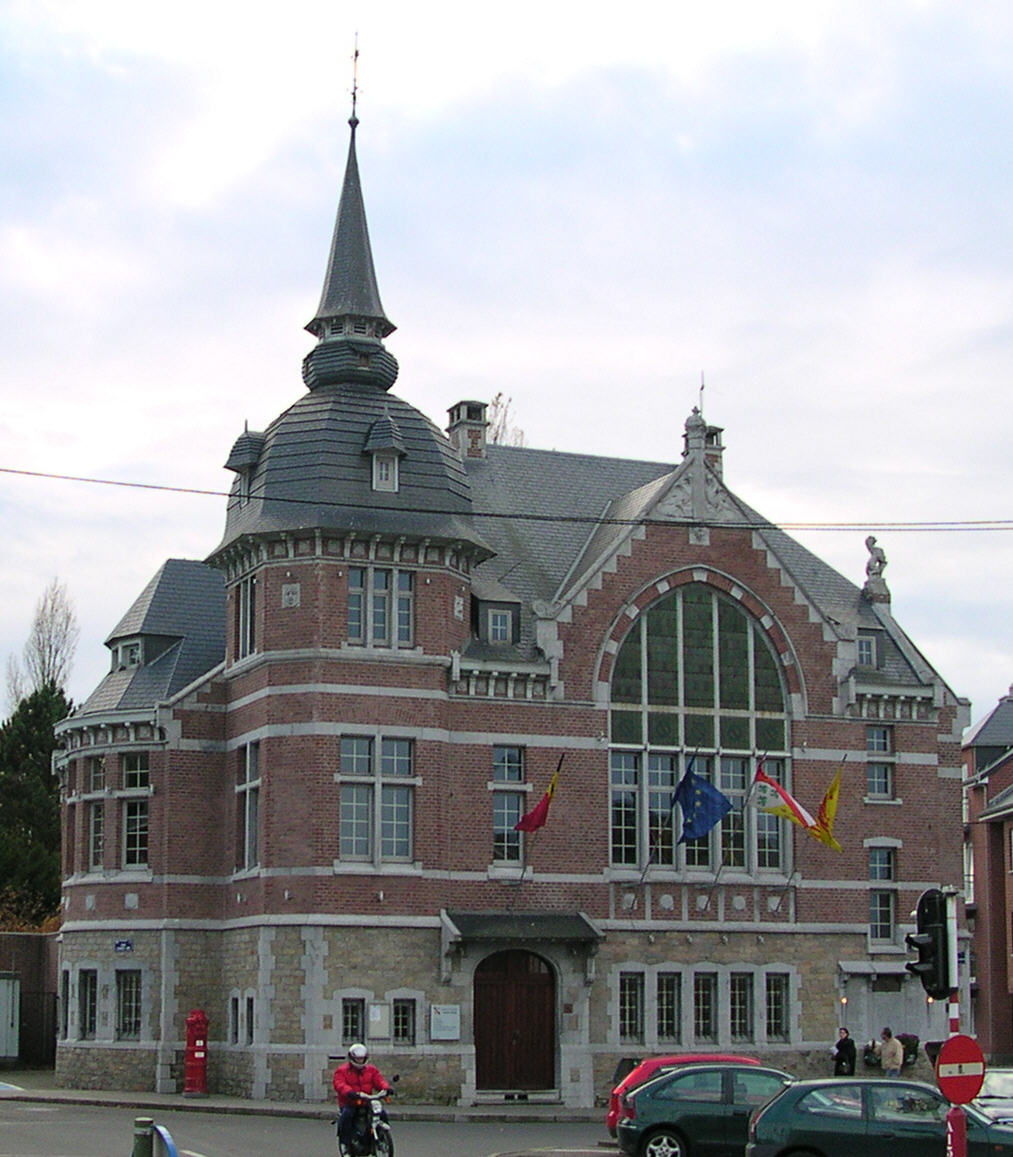
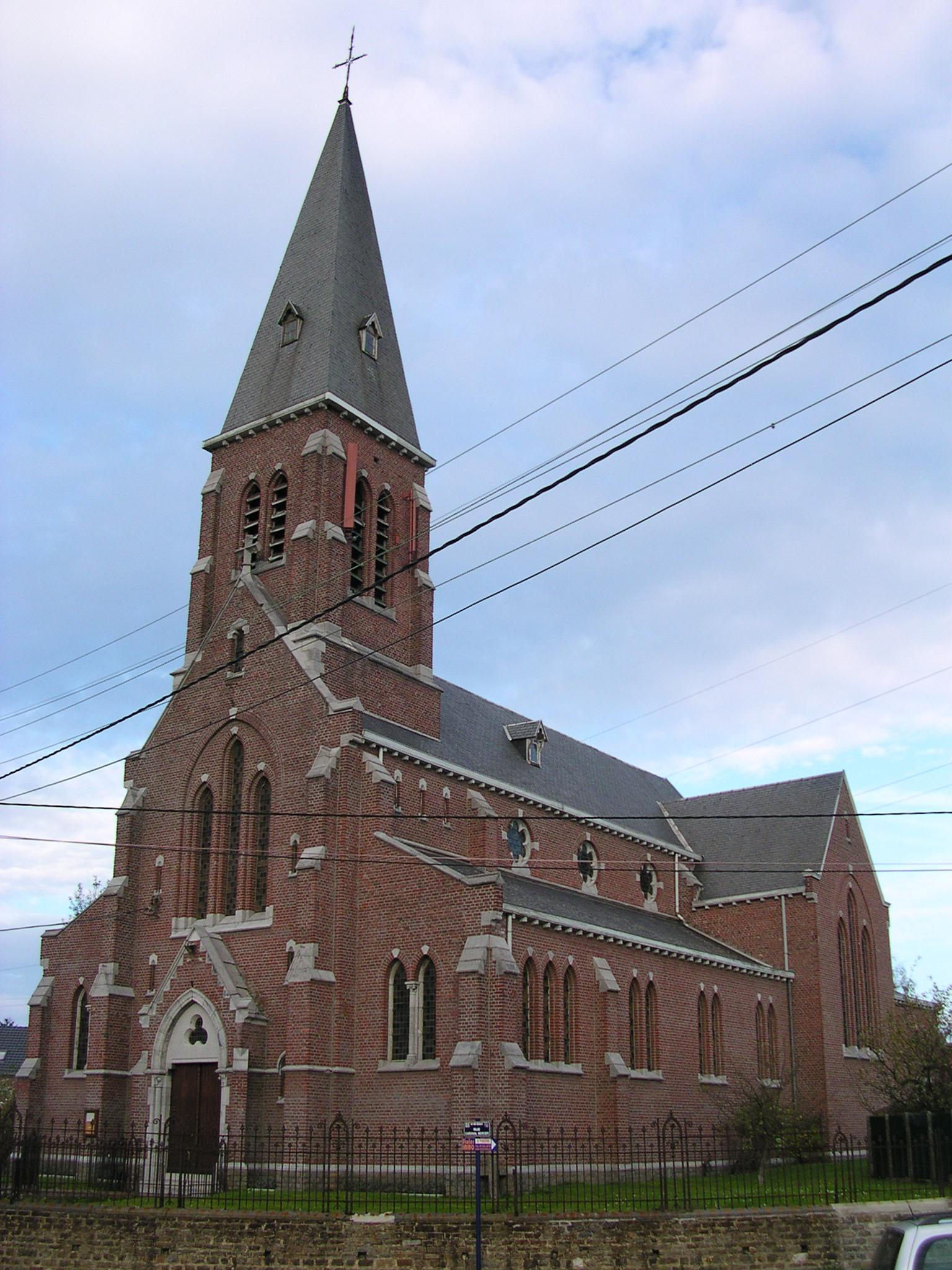
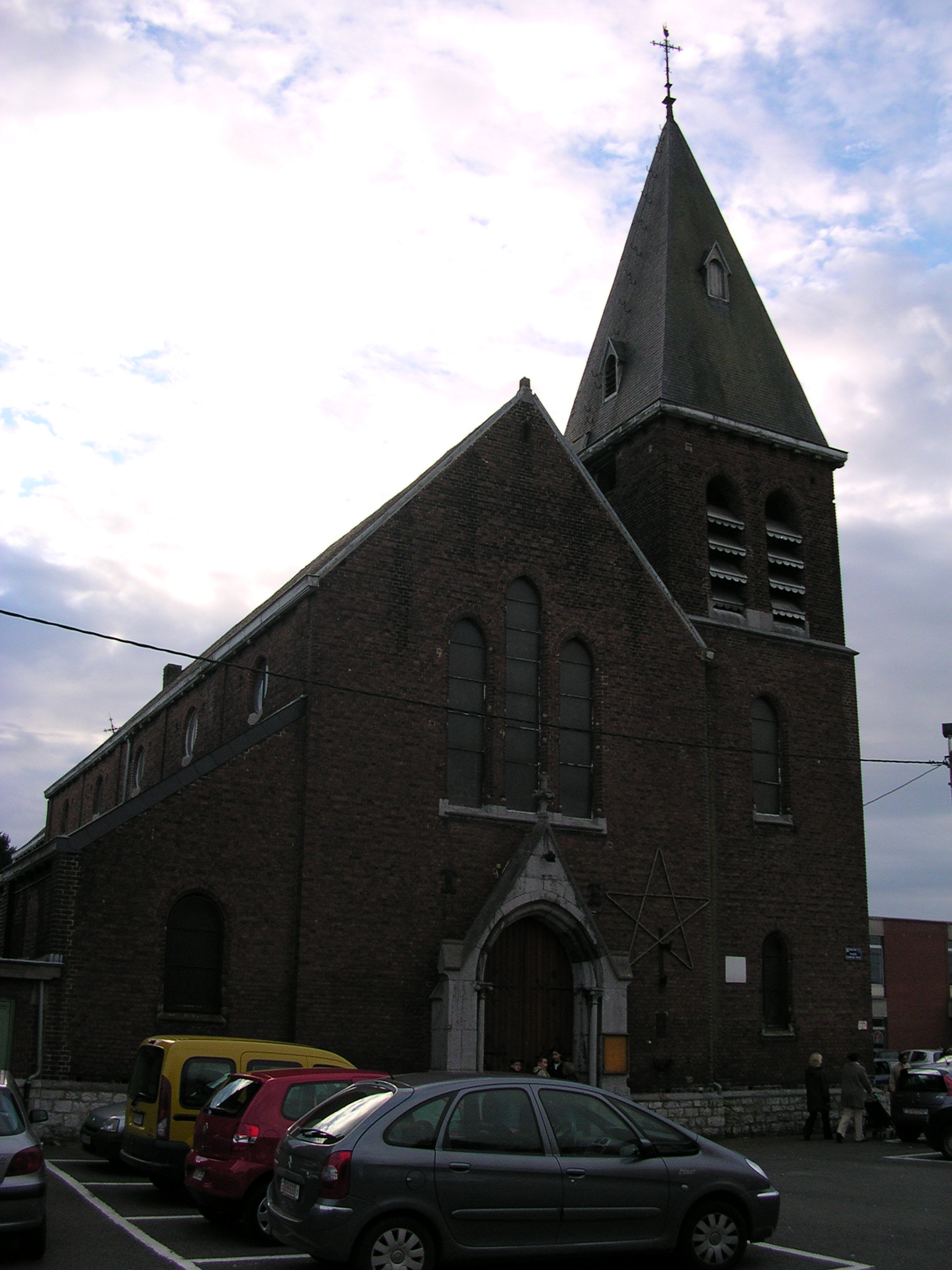
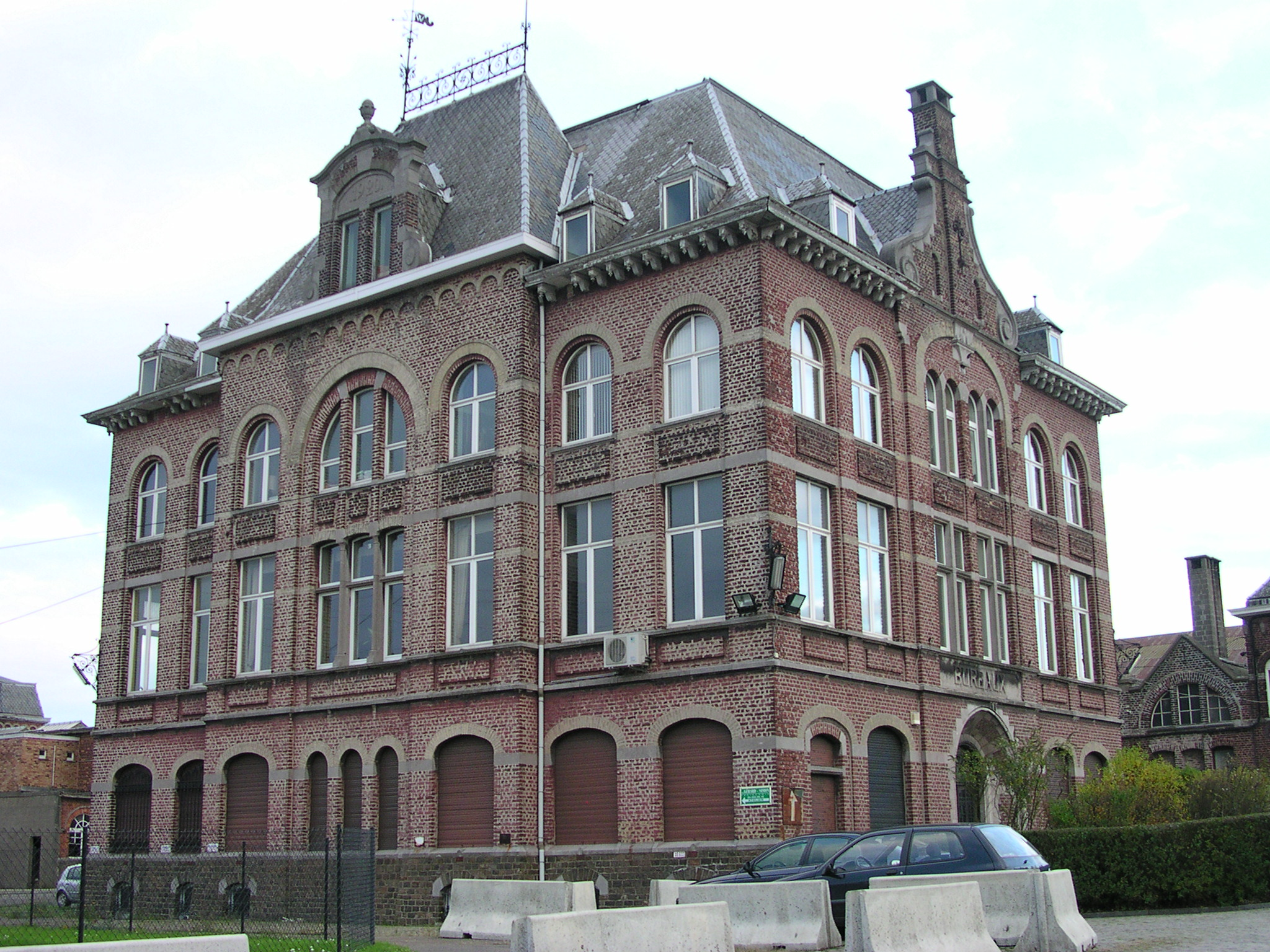